# محل بن مجيد (ساة)
'

تعديل مصدري - تعديل

محل بن مجيد هي إحدى قرى عزلة ساه بمديرية ساة التابعة لمحافظة حضرموت، بلغ تعداد سكانها 89 نسمة حسب تعداد اليمن لعام 2004.